# Familia Caetani
La Casa de Caetani, o Gaetani, es el nombre de una familia noble italiana, originaria de Gaeta, relacionada por algunos con los señores del Ducado de Gaeta, así como con los patricios Gaetani de la República de Pisa. Jugó un papel crucial en Roma, en los Estados Pontificios y en el Reino de Nápoles, y posteriormente en el Reino de las Dos Sicilias.

## Orígenes

El escudo de armas de Gaetani durante la época de Bonifacio VIII

La Casa de Caetani, o Gaetani, según la tradición familiar, descendía de los Duques de Gaeta. Sin embargo, la familia no adquirió relevancia hasta la elección de Benedetto Caetani como Papa Bonifacio VIII en 1294, cuando inmediatamente se convirtieron en los más notables de la ciudad. El Papa les ayudó a comprar Sermoneta, Bassiano, Ninfa y San Donato (1297, 1300), y el marquesado de Ancona en 1300, mientras que Carlos II de Anjou creó conde de Caserta al hermano del Papa.
Giordano Roffredo Caetani, mediante matrimonio con Giovanna dell'Aquila, heredera de los condes de Fondi, adquirió en 1297 el título de conde de Fondi; su nieto Giacomo adquirió los señoríos de Piedimonte y Gioia. Los Caetani formaron una guardia personal para proteger a Bonifacio VIII de sus numerosos enemigos. Durante los siglos XIV y XV, su enfrentamiento con los Colonna llevó a frecuentes disturbios en Roma y la Campaña. También desempeñaron un papel importante como nobles napolitanos:  en particular, Onorato I Caetani fue un importante poder en el sur del Lacio y uno de los principales defensores de los antipapas Clemente VII y Benedicto XIII. En 1500 el papa Alejandro VI, en su intento de aplastar a la gran nobleza feudal romana, confiscó los feudos de Caetani y se los entregó a su hija Lucrecia Borgia, aunque luego los recuperaron.

## Líneas
Hasta el siglo XX, existían dos líneas principales: Caetani y Caetani d'Aragona (o Gaetani Dell'Aquila d'Aragona). La línea Caetani terminó con la muerte del último descendiente varón en 1961.

### Caetani

Escudo de armas de los Caetani de Pisa de comienzos de la época moderna

Caetani, príncipes de Teano y duques de Sermoneta, fundada por Giacobello Caetani, a cuyo nieto, Guglielmo Caetani, recibió el ducado de Sermoneta del Papa Pío III en 1503, siendo conferido a la familia el marquesado de Cisterna por Sixto V en 1585. En 1642, Francisco, séptimo duque de Sermoneta, adquirió por matrimonio el condado de Caserta, que fue permutado por el principado de Teano en 1750. El jefe de la casa del siglo XIX, Onorato Caetani, decimocuarto duque de Sermoneta, cuarto príncipe de Teano, duque de San Marco, marqués de Cisterna, etc. (1842 – 1917), fue senador del reino de Italia y ministro. para asuntos exteriores por un corto tiempo. Su hijo Gelasio Caetani saltó a la fama durante la Primera Guerra Mundial como ingeniero de minas militar.
El último agnado (miembro masculino) de la familia fue el destacado compositor Roffredo Caetani, decimoséptimo duque de Sermoneta y octavo príncipe de Teano (1871-1961). Su sobrina Topazia (1921-1990) se casó con el compositor y director Ígor Markévich (1912-1983) y fue madre del director de orquesta Oleg Caetani (n. 1956), quien perpetúa el apellido de su madre como enate, miembro uterino de la familia.

### Caetani d'Aragona (o Gaetani dell'Aquila d'Aragona)
Caetani d'Aragona, Príncipes de Piedimonte y Duques de Laurenzana, fundada por Onorato II Caetani, Conde de Fondi, Alife y Morcone, Señor de Piedimonte y Gioia, en 1454. El apellido adicional de Aragona se asumió en 1466. Alfonso Gaetani adquirió por matrimonio con la duquesa de Laurenza, Giulda di Ruggiero, en el reino de Nápoles en 1606 c. El señorío de Piedimonte fue elevado a principado en 1715.
La familia está actualmente representada por Don Bonifacio Gaetani Dell'Aquilla D'Aragona, Duca di Laurenzana e Principe di Piedimonte (n. 1950) cuyo heredero es el Conte Don Giovanni Gaetani dell'Aquila d'Aragona (* 1973) que se casó con Ginevra Elkann (hermana de John Elkann, hija de Alain Elkann y nieta de Gianni Agnelli) en 2009.